# Oud-Leusden
Oud-Leusden (52° 08′ N, 5° 22′ L) é uma cidade dos Países Baixos, na província de Utrecht. Oud-Leusden pertence ao município de Leusden, e está situada a 4 km, a sul de Amersfoort.